# Pedro de Toledo
Pedro de Toledo är en ort i Brasilien.   Den ligger i kommunen Pedro de Toledo och delstaten São Paulo, i den sydöstra delen av landet, 900 km söder om huvudstaden Brasília. Pedro de Toledo ligger 45 meter över havet och antalet invånare är 10 213.
Terrängen runt Pedro de Toledo är varierad. Runt Pedro de Toledo är det ganska glesbefolkat, med 38 invånare per kvadratkilometer.. Det finns inga andra samhällen i närheten.
I omgivningarna runt Pedro de Toledo växer i huvudsak städsegrön lövskog.